# هوراس نورتن
هوراس نورتن (بالإنجليزية: Horace Norton)‏ (15 سبتمبر 1896 في المملكة المتحدة - 1 مارس 1976 في المملكة المتحدة) هو لاعب كرة قدم بريطاني (وحمل سابقاً جنسية المملكة المتحدة لبريطانيا العظمى وأيرلندا) في مركز الهجوم. لعب مع برادفورد سيتي ونادي برينتفورد ودارلينجتون إف سى.